# Jesús Cebrià del Rey
Jesús Cebrià del Rey (València, 13 de desembre de 1982), també anomenat Jesús de Silla o simplement Jesús, és un pilotari valencià d'Escala i corda en nòmina de l'empresa ValNet. S'inicia a l'escola del Club de Pilota de Silla i prompte comença a destacar pel que s'anuncia al trinquets. Començà com a punter però ara ja ocupa la posició de mitger. En substitució de Santi, és membre de la Selecció Valenciana de Pilota per al Mundial del 2008
Començà a jugar a frontennis, i combinà la raqueta amb la pilota a mà fins als dotze anys. Va debutar el 1998 al Trinquet de Pelayo (València).

## Palmarès
Escala i corda
- - Subcampió Lliga Caixa Popular: 2001
  - Campió Circuit Bancaixa: 2003 i 2013
  - Campió de la Copa Diputació: 2008
  - Subcampió de la Copa Diputació: 2012
  - Subcampió de la Super Copa: 2009
  - Campió de la Copa Consum: 2004
  - Campió del Màsters Ciutat de València: 2007
    - Subcampió del Màsters Ciutat de València: 2011 i 2012

  - Campió del Trofeu Batiste Ribes: 2006
  - Campió del Trofeu Ciutat de Dénia: 2010
  - Campió del Trofeu Ciutat de Llíria: 2009
    - Subcampió del Trofeu Ciutat de Llíria: 2008

  - Subcampió del Trofeu Hnos. Viel de Sueca: 2007 i 2008
  - Campió del Trofeu Universitat de València: 2006
    - Subcampió del Trofeu Universitat de València: 2012

  - Campió del Trofeu Vidal: 2006 i 2010
    - Subcampió del Trofeu Vidal: 2011

  - Campió del Trofeu Anitín
  - Subcampió del Trofeu Milar: 2011
  - Subcampió del Trofeu Tio Pena de Massamagrell: 2011 i 2012
  - Campió del Trofeu Mancomunitat de la Ribera Alta: 2011

Galotxa
- - Subcampió del Trofeu Moscatell: 2007

Fontó
- - Subcampió del Trofeu President de la Diputació de València: 2012

Campionats Internacionals de Pilota
- Subcampió del Món de Llargues: Equador, 2008